# Sérsveit ríkislögreglustjóra
Das sérsveit ríkislögreglustjóra (deutsch: „Spezialkommando der Nationalen Polizei“), umgangssprachlich auch Víkingasveitin (deutsch: „Wikingerkommando“) genannt, ist eine isländische Spezialeinheit.

## Beschreibung
Víkingasveitin bedeutet so viel wie „Wikingerkommando“. Der Name geht auf die Vorfahren der isländischen Bevölkerung zurück. Die Einheit wurde 1982 gegründet und war zunächst dem Polizeipräsidenten von Reykjavík unterstellt. 2004 wurde der Oberbefehl über die „Wikinger“ per Gesetz auf den Nationalen Polizeikommandeur übertragen. Die isländische Spezialeinheit orientiert sich zum großen Teil am britischen Special Air Service sowie auch an der deutschen GSG 9. 
Die jetzige Víkingasveitin ist eine Spezialeinheit, die auch für Auslandseinsätze trainiert wurde. Einige Mitglieder waren im Rahmen der NATO bereits auf dem Balkan tätig, einige waren auch in Afghanistan. Die Einheit mit ca. 30–50 Mann setzt sich aus speziell geschulten Angehörigen der Polizei zusammen, die von der norwegischen Armee ausgebildet wurden. Die Standardbewaffnung ist das auch von der norwegischen Armee traditionell verwendete Sturmgewehr HK G3 bzw. HK G36 oder die Maschinenpistole HK MP5 vom deutschen Waffenhersteller Heckler & Koch, das Scharfschützengewehr Blaser R93 Tactical sowie die Pistole Glock 17. Die Einheit dient der Terrorismusbekämpfung, der nationalen Sicherheit und ist auch für die Sicherheit von Staatsgästen zuständig. Falls erforderlich, unterstützt sie die Polizei.
Die Víkingasveitin ist am größten Flughafen des Landes, dem Flughafen Keflavík, stationiert. Die Einheit hat sich auf verschiedene Aufgaben spezialisiert und gliedert sich zurzeit in fünf Züge:
- Alpha-Zug Kampfmittelräumung mit Entschärfer (USBV) zum Entschärfung von USBV
- Bravo-Zug amphischer Einsatz auf und unter dem Wasser mit Booten und Taucher
- Charlie-Scharfschützenzug zur gezielten Ausschaltung von Tätern und zur Nahaufklärung
- Delta-Zug nachrichtendienstliche Terroraufklärung, Überwachung und Infiltration
- Echo-Zug vertikale HAHO Einsätze und im operativen Handstreich in Verbindung mit Geiselbefreiungen aus Flugzeugen und der Sicherung von Häfen.